# Back in the Streets
Back in the Streets è un EP del gruppo musicale statunitense Dokken, pubblicato nel 1989 dalla Repertoire Records.

## Il disco
Back in the Streets nacque originariamente come una demo registrata nel 1979, che venne poi rubata a Don Dokken. Venne quindi diffuso illegalmente come bootleg, senza che la band ne traesse alcun profitto economico. Successivamente Don Dokken diede il permesso per pubblicarlo ufficialmente, è verrà quindi diffuso nel 1989. Nella copertina sono presenti tutti membri che realmente non parteciparono alle registrazioni dell'album, eccetto Don Dokken. Infatti la foto includeva il batterista Gary Holland (più tardi entrato nei Great White) a sinistra, e il chitarrista Greg Leon insieme al bassista Gary Link sulla destra.

## Tracce
1. Back in the Streets – 3:15
2. Felony – 2:45
3. Day After Day – 5:35
4. We're Going Wrong – 3:35
5. Liar (live) – 3:45
6. Prisoner (live) – 6:05

## Formazione
- Don Dokken – voce
- George Lynch – chitarra
- Juan Croucier – basso, cori
- Mick Brown – batteria, cori